# Knooppunt Gouwe
Het Knooppunt Gouwe is een Nederlands verkeersknooppunt voor de aansluiting van de A20 op de A12, bij Gouda. De A12 is aangelegd voor 1938, terwijl de huidige A20 pas in 1962 is geopend, nadat Rijksweg 3 was omgebouwd tot snelweg.
Men kan stellen dat de A12 vanuit Utrecht zich splitst in een richting naar Rotterdam (A20) en een richting naar Den Haag (A12). Hier splitsen ook de E25 en de E30.
Het is een onvolledig knooppunt; alleen in de richtingen Rotterdam - Utrecht en Den Haag - Utrecht v.v. zijn verbindingen aangelegd. De verbinding Rotterdam - Den Haag v.v. werd in 2016 gerealiseerd als N457, ook bekend als de Moordrechtboog. Dit als onderdeel van een plan om de wegen in de Zuidplaspolder op te waarderen.

## Richtingen knooppunt

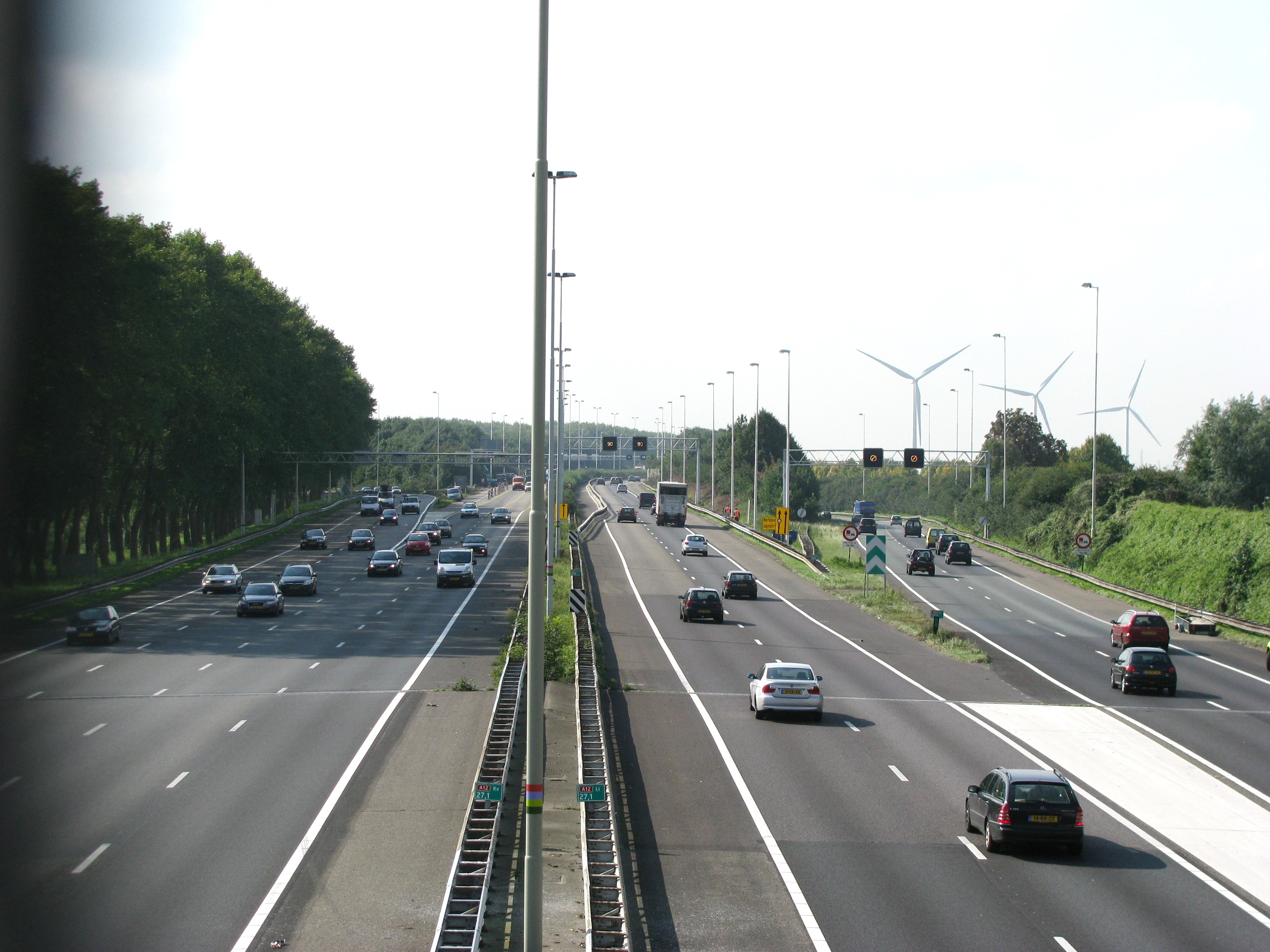
Knooppunt Gouwe gezien vanaf de N454

| Aansluitende wegen             | Aansluitende wegen                   | Aansluitende wegen | Aansluitende wegen | Aansluitende wegen |
| ------------------------------ | ------------------------------------ | ------------------ | ------------------ | ------------------ |
|                                |                                      |                    |                    |                    |
|                                |                                      |                    |                    |                    |
| richting Zoetermeer / Den Haag | richting Utrecht / Arnhem / Zevenaar |                    |                    |                    |
|                                |                                      |                    |                    |                    |
| richting Rotterdam / Westerlee |                                      |                    |                    |                    |

Almere · Amstel · Arnestein · Assen · Azelo · Badhoevedorp · Bankhoef · Batadorp · Beekbergen · Benelux · Beverwijk · Bodegraven ·  Boterdiep ·  Buren · Burgerveen · Coenplein · De Baars · De Hoek · De Hogt · De Nieuwe Meer · De Poel · De Punt · De Stok · Deil · Diemen · Drachten · Drie Klauwen · Eemnes · Ekkersweijer · Emmeloord · Empel · Euvelgunne · Everdingen · Ewijk · Galder · Gooimeer · Gorinchem · Gouwe · Grijsoord · Hattemerbroek · Heerenveen · Hellegatsplein · Het Vonderen · Hintham · Hoevelaken · Hofvliet · Holendrecht · Holsloot · Hoogeveen · Hooipolder · IJmuiden (niet officieel) · Joure · Julianaplein · Kerensheide · Kethelplein · Klaverpolder · Kleinpolderplein · Kooimeer · Kruisdonk · Kunderberg · Lankhorst · Leenderheide · Lunetten · Maanderbroek · Markiezaat · Muiderberg · Neerbosch · Noordhoek · Ommedijk · Oud-Dijk · Oudenrijn · Paalgraven · Princeville · Prins Clausplein · Raasdorp ·  Reitdiep ·  Ressen · Ridderkerk · Rijkevoort · Rijnsweerd · Rottepolderplein · Rozenburg · Sabina · Sint-Annabosch · Stelleplas · Slufter · Ten Esschen · Terbregseplein · Tiglia · Vaanplein · Valburg · Velperbroek · Velsen · Vlaardingen · Vrijheidsplein · Vught · Waterberg · Watergraafsmeer · Werpsterhoek · Westerlee · Ypenburg · Zaandam · Zaarderheiken · Zonzeel · Zoomland · Zuidbroek · Zurich

Geplande knooppunten:
De Liemers · Harnasch · Zestienhoven

Voormalige knooppunten:
Bocholtz · Ekkersrijt · Europaplein (Groningen) · Europaplein (Maastricht) · Lindenholt